# Tatort: Exil!
Exil! ist ein Fernsehfilm aus der Kriminalreihe Tatort der ARD und des ORF. Der Film wurde unter der Regie von Thomas Bohn vom Norddeutschen Rundfunk produziert und am 28. Oktober 2001 im Programm Das Erste erstmals gesendet.  Kriminalhauptkommissar Jan Casstorff, verkörpert von Robert Atzorn, ermittelt in seinem ersten Fall.

## Handlung
Auf einem Schiff der Hamburger Reederei Vorbeck kommt es zu einem tragischen Zwischenfall. Drei blinde Passagiere aus Afrika werden durch eine Begasungsanlage im Laderaum getötet.
Kurz darauf wird Rüdiger Voss, der frühere Chefingenieur der Reederei Vorbeck, erstochen und in die Elbe geworfen. Als die Wasserschutzpolizei die Leiche entdeckt, werden die Kriminalkommissare Casstorff und Holicek verständigt. Anhand einer auffälligen Tätowierung können sie das Opfer relativ schnell identifizieren. So erfahren die Ermittler, dass der Tote in naher Zukunft vor dem Seeamt eine Aussage machen sollte. Holicek und seine Kollegin Jenny Graf ermitteln weiter und finden außerdem heraus, dass das Opfer vor kurzem zwei unbekannte Männer in einem Striplokal getroffen hatte.
Kommissar Casstorff trifft bei seinen Ermittlungen unfreiwillig auf seine Exfrau Judith Vorbeck, die seit kurzem wieder in Hamburg ist und in der Reederei ihres Vaters die juristische Beratung übernommen hat. Casstorff ist verärgert, als er mit der Mutter seines Sohnes zusammentrifft, da sie es in der Vergangenheit nicht für nötig gehalten hatte, sich auch nur einmal nach ihrem Kind zu erkundigen. Sie hatte aus Karrieregründen vor fünfzehn Jahren Mann und Kind und auch ihre Heimat Hamburg verlassen.
In einer anstehenden Gerichtsverhandlung des Hamburger Seeamtes soll geklärt werden, ob der Tod der drei Nigerianer an Bord des Schiffes der Reederei Vorbeck tatsächlich ein Unfall war, oder ob möglicherweise ein Mordauftrag bestand, die politisch verfolgten Flüchtlinge aus dem Weg zu räumen. Nach der Aussage eines russischen Matrosen, soll der Kapitän Volker Wanden das Unglück absichtlich herbeigeführt haben. Dieser Meinung ist sehr wahrscheinlich auch der unbekannte Mörder, der nach Rüdiger Voss nun auch noch Volker Wanden auflauert, den er ersticht.
Casstorffs Mitarbeiterin Jenny Graf recherchiert in der Ausländerbehörde und stößt dabei auf Toye Munir, den Bruder von zweien der ums Leben gekommenen Männer, der bereits vor einigen Jahren aus Nigeria ausgewiesen wurde und seitdem in Hamburg lebt. Als sie ihn befragen will, ergreift er die Flucht, wird jedoch von Casstorff zu Boden gestreckt. Das Messer, das er bei sich führt, stellt sich als die Mordwaffe heraus. Er gesteht die Tat und ist davon überzeugt, dass seine Landsleute absichtlich vergast worden sind. Doch er verrät nicht, woher er diese Information hat.
Jens Dekker, der Inspektor der Reederei Vorbeck, liefert schon jahrelang illegal Maschinenpistolen nach Nigeria. Als Judith Vorbeck das herausfindet, erklärt er ihr kurzerhand, dass die Reederei da komplett mit involviert sei. Er fordert sogar Schweigegeld, sodass Judith Vorbeck ihren Exmann davon in Kenntnis setzt. Casstorff ist sich sicher, dass Dekker, da er das nigerianische Regime mit Waffen versorgt hat, von dort beauftragt worden ist, die Flucht der drei Regimegegner ins Exil zu unterbinden. Dekker wird festgenommen und Casstorff gelingt es, Toye Munir zu überzeugen, sein Schweigen zu brechen. So belastet er nun Dekker, dass er die Information darüber, was an Bord des Schiffes passiert sei, von ihm habe und dass Voss und Wanden dafür verantwortlich seien. Ungewollt wurde er so zum Handlanger von Dekker, da er durch ihn die Mitwisser seiner illegalen Geschäfte beseitigten konnte.
Um Dekker den Tötungsauftrag zu beweisen, greift Casstorff zu einer List. Er lässt ihn zu Munir in die Zelle bringen, der ihn sofort massiv bedroht, sodass Dekker in seiner Todesangst alles gesteht.

## Produktion, Hintergrund
Der Film wurde vom Norddeutschen Rundfunk produziert und in Hamburg und der Umgebung gedreht.
Mit dieser Tatort-Folge lösen Hauptkommissar Jan Casstorff (Robert Atzorn) und sein Team, das aus Eduard Holicek (Tilo Prückner) und der jungen, ambitionierten Nachwuchspolizistin Jenny Graf (Julia Schmidt) besteht, die Hamburger Ermittler Stoever und Brockmöller nach 16 Jahren ab. Casstorff, der kurz nach der Geburt seines Sohnes Daniel von dessen Mutter verlassen worden ist, hat wenig Verständnis dafür, dass Judith Vorbeck, die bereits seit zwei Monaten wieder in Hamburg ist, nicht einmal versucht hat, Kontakt zu Daniel aufzunehmen. Sein Sohn wiederum nimmt ihm übel, dass er so wenig Zeit für ihn hat und spielt mit dem Gedanken, für ein Jahr zum Schüleraustausch in die USA zu gehen, ins Exil! Als Casstorff ihm sagt, wie traurig ihn eine solche Aussage mache, meint Daniel, das mit dem Exil sei doch nur ein blöder Witz gewesen. Christian Vorbeck hält seiner Tochter vor, dass es Zeit werde, dass sie sich endlich um ihren Sohn kümmere und dass sie Jan Casstorff nicht nur benutze, er sei schließlich der einzige Mann, den sie je wirklich geliebt habe. 
Exil wurde zweimal nachsynchronisiert, da in den ersten Fassungen eine abfällige Aussage über den zu der Zeit amtierenden US-Präsidenten Bush enthalten war. Ebenso protestierte die Ärzteschaft gegen eine ihrer Meinung nach zu respektlose und auch abwertende Aussage gegen Mediziner.

## Rezeption

### Einschaltquote
Die Erstausstrahlung von Exil! am 28. Oktober 2001 wurde in Deutschland von insgesamt 9,24 Millionen Zuschauern gesehen und erreichte einen Marktanteil von 26 Prozent für Das Erste.

### Kritik
Tilmann P. Gangloff lobte für Kino.de den neuen Ermittler und schrieb: „Jan Casstorff ist kein Kommissar wie viele andere. Er hat eine Gabe: Ganz egal, wie verstockt sich ein Verdächtiger im Verhör gibt, Casstorff knackt ihn. Atzorn spielt Casstorff als einen Menschen, der sichtlich in sich ruht, aber auch um seine Fehler weiß. Viele stimmungsvolle Hamburg-Bilder betonen immer wieder den Weltstadtcharakter des Schauplatzes, und die hanseatisch großzügigen Räumlichkeiten.“ Für tittelbach.tv las sich seine Kritik folgendermaßen: „‚Exil!‘ war bei der Premiere im 2001 nach 16 Jahren der erste ‚Tatort‘ aus Hamburg ohne die legendären Stoever/Brockmöller alias Krug/Brauer, doch diese eine Episode genügte bereits, um Robert Atzorn zumindest als würdigen Nachfolger zu etablieren. Überzeugend die Charakterzeichnung des Helden, sein privates Umfeld und auch Tilo Prücker & Julia Schmidt erwiesen sich als gute Zuarbeiter. Optisch gab ‚Exil‘, in dem drei Afrikaner im Hafen zu Tode kommen, mehr her als Kommissar-Bienzle-Erfinder Felix Huby als Autor vermuten ließ.“
Die Kritiker der Fernsehzeitschrift TV Spielfilm gaben diesem Tatort eine eher mittelmäßige Beurteilung und meinten, „Atzorns erster von fünfzehn Fällen [sei] realistisch, schlagerfrei, aber zu lahm“. Insgesamt sei es aber ein „passabler Einstieg für [ein] hanseatisches Raubein“.